# Monolinguisme
 (décembre 2015).
Si vous disposez d'ouvrages ou d'articles de référence ou si vous connaissez des sites web de qualité traitant du thème abordé ici, merci de compléter l'article en donnant les références utiles à sa vérifiabilité et en les liant à la section « Notes et références ».

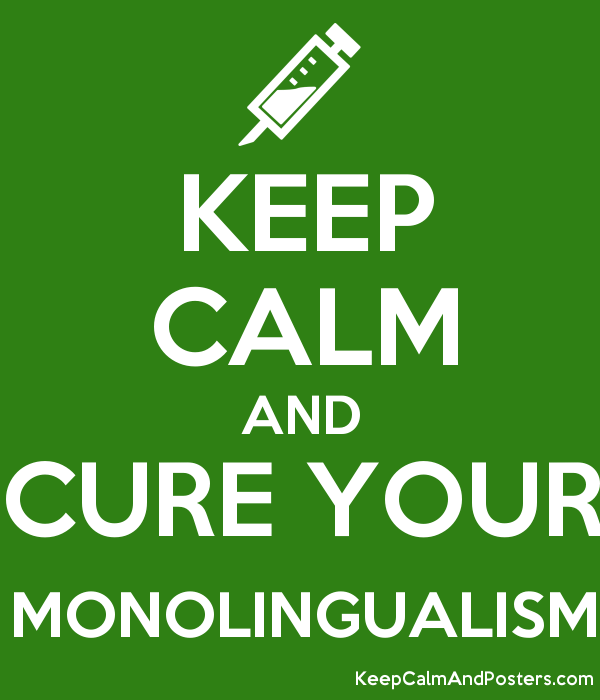

Le monolinguisme ou unilinguisme est le fait de n'utiliser qu'une seule langue. Il diffère dès lors du bilinguisme, du plurilinguisme et du multilinguisme. Le terme décrit la pratique linguistique soit d'une personne soit d'un État ou de son administration en général. Le monolinguisme en tant que politique linguistique est le fait d'imposer l'usage d'une langue unique.
Les habitants des États-Unis, du Royaume-Uni, du Japon, ou de France, sont parfois présentés comme des locuteurs monolingues, alors que nombre d'entre eux pratiquent d'autres langues, qui ne sont d'ailleurs reconnues qu'au Royaume-Uni.
Le monolinguisme en tant que politique linguistique peut être officiellement imposé par un État de manière coercitive, ou comme l’a observé la sociolinguiste irlandaise Bernadette O'Rourke, de façon implicite. Dans ce cas on parle de monolinguisme « anonyme ».

## Le cas des anglophones
Les anglophones originaires de beaucoup de pays comme les États-Unis, le Royaume-Uni, l'Australie, la Nouvelle-Zélande, et le Canada anglais sont fréquemment considérés comme monolingues, ce qui est dû à l'idée mondiale que les anglophones ne voient que peu d'intérêt à apprendre une seconde langue, du fait de la généralisation de l'anglais comme langue internationale prédominante.
Une observation similaire peut être faite chez les locuteurs d'autres langues généralisées, par exemple l'hispanophonie dans le cas de l'espagnol et la francophonie dans le cas du français.

## Opposition
Le monolinguisme ne décrit pas seulement une pratique, il est parfois une opposition au bilinguisme. Les jacobins (voir l'article jacobinisme) le présentent comme une « défense des libertés personnelles ».[réf. nécessaire] L'argument est aussi utilisé contre l'espagnol aux États-Unis.

## États multilingues et monolingues
Il existe de nombreux États officiellement multilingues, comme la Belgique, l'Espagne, la Finlande, l'Irlande, le Luxembourg, Malte, et la Suisse, en ce qui concerne l'Europe.
D'autres sont officiellement monolingues (la France depuis 1992 par exemple), la réalité linguistique y est donc différente de la réalité officielle.

## Constitutions
Le caractère mono- ou multilingue d'un pays est parfois indiqué dans sa constitution. L'article 2 de la Constitution de la Ve République française dispose ainsi que la langue de la République est le français, alors que les constitutions de l'Espagne et de l'Italie reconnaissent d'autres langues.